# Élection présidentielle portugaise de 1980
L’élection présidentielle portugaise de 1980 (en portugais : Eleições presidenciais portuguesas de 1980) s'est tenue le 7 décembre 1980, afin d'élire le président de la République pour un mandat de cinq ans.
Le scrutin a vu la nette victoire du général António Ramalho Eanes, président de la République sortant soutenu par les forces de gauche.

## Contexte
Entre 1976 et 1979, le pays a connu une phase d'instabilité politique, provoquée au départ par la mésentente entre le président Eanes et le Premier ministre socialiste Mário Soares. Ces mauvaises relations amènent le chef de l'État à tenter de renforcer son pouvoir par la formation en août 1978 d'un « gouvernement d'initiative présidentielle » qui sera rejeté par l'Assemblée de la République. Il réitère en novembre 1978 et voit le nouveau cabinet rester huit mois en fonction.
Finalement, Eanes doit se résoudre à dissoudre le Parlement. Des élections législatives intercalaires sont convoquées le 2 décembre 1979. Pour ce scrutin, le Parti social-démocrate (PPD/PSD), le Centre démocratique et social (CDS) et le Parti populaire monarchiste (PPM) s'associent pour former l'Alliance démocratique (AD), qui remporte le scrutin. Le président du PPD/PSD Francisco Sá Carneiro prend alors la direction du gouvernement. Les élections législatives régulières du 5 octobre 1980 confirment la majorité absolue de l'AD, quand bien même le Parti socialiste (PS) avait constitué le Front républicain et socialiste (FRS) avec deux petites formations.
Pour l'élection présidentielle, la majorité choisit d'avoir son propre candidat et désigne le général Soares Carneiro pour défier le président de la République António Ramalho Eanes. Celui-ci reçoit le soutien du PS, malgré les objections de son secrétaire général Mário Soares, et du Parti communiste portugais (PCP) qui retire la candidature de Carlos Brito.
Le 4 décembre 1980, l'avion de Sá Carneiro s'écrase peu après avoir décollé de Lisbonne pour se rendre à Porto, à un meeting de soutien au candidat de l'AD. Le crash tue également le ministre de la Défense et fondateur du CDS Adelino Amaro da Costa. Le Vice-Premier ministre chrétien-démocrate Diogo Freitas do Amaral prend alors l'intérim de l'exécutif.

## Mode de scrutin
Le président de la République (en portugais : Presidente da República Portuguesa) est élu au suffrage universel direct pour un mandat de cinq ans, renouvelable une fois consécutivement. Tout candidat doit justifier auprès du Tribunal constitutionnel d'au moins 7 500 et d'au plus 15 000 parrainages d'électeurs inscrits sur les listes électorales.
L'élection se déroule selon les modalités du scrutin uninominal majoritaire à deux tours. Si un candidat remporte au premier tour la majorité absolue des suffrages exprimés, il est proclamé élu. Si ce n'est pas le cas, les deux candidats ayant remporté, après désistements éventuels, le plus grand nombre de suffrages sont autorisés à se présenter à un second tour, au plus tard le vingt-et-unième jour suivant. Celui qui remporte le plus grand nombre de voix est alors élu. Ce cas de figure ne s'est présenté qu'une seule fois, lors de l'élection présidentielle de 1986.

## Campagne

### Candidats
Les candidats sont présentés dans l'ordre déterminé par tirage au sort.
| Candidat | Candidat                                | Parti | Remarque                                                                             |
| -------- | --------------------------------------- | --- | ------------------------------------------------------------------------------------ |
|          | António da Silva Osório Soares Carneiro | Independente Partido Popular Democrático (PPD) Partido do Centro Democrático Social (CDS) Partido Popular Monárquico (PPM) | Officier général de l'armée portugaise                                               |
|          | António Elísio Capelo Pires Veloso      | Independente | Officier général de l'armée portugaise Dernier gouverneur de Sao Tomé-et-Principe    |
|          | Otelo Nuno Romão Saraiva de Carvalho    | Força de Unidade Popular (FUP)                                                                                             | Officier général de l'armée portugaise Ancien membre du Conseil de la Révolution     |
|          | António dos Santos Ramalho Eanes        | Independente Partido Socialista (PS) Partido Comunista Português (PCP)                                                     | Président de la République                                                           |
|          | Carlos Galvão de Melo                   | Independente | Officier supérieur de l'armée portugaise Ancien membre de la Junte de salut national |
|          | António Jorge Oliveira Aires Rodrigues  | Partido Operário de Unidade Socialista (POUS)                                                                              |                                                                                      |

## Résultats

### Voix
| Inscrits                 | Inscrits                  | Inscrits                         | 6 920 869 |             |  |  |
| Abstentions              | Abstentions               | Abstentions                      | 1 080 537 | 15,61 %     |  |  |
| Votants                  | Votants                   | Votants                          | 5 840 332 | 84,39 %     |  |  |
|                          |                           |                                  |           |             |  |  |
| Bulletins enregistrés    | Bulletins enregistrés     | Bulletins enregistrés            | 5 840 332 |             |  |  |
| Bulletins blancs ou nuls | Bulletins blancs ou nuls  | Bulletins blancs ou nuls         | 60 090    | 1,03 %      |  |  |
| Suffrages exprimés       | Suffrages exprimés        | Suffrages exprimés               | 5 780 242 | 98,97 %     |  |  |
|                          |                           |                                  |           |             |  |  |
|                          | Candidat                  | Parti                            | Suffrages | Pourcentage |  |  |
|                          | António Ramalho Eanes     | Indépendant                      | 3 262 520 | 56,44 %     |  |  |
|                          | Soares Carneiro           | Indépendant                      | 2 325 481 | 40,23 %     |  |  |
|                          | Otelo Saraiva de Carvalho | Force d'unité populaire          | 85 896    | 1,49 %      |  |  |
|                          | Carlos Galvão de Melo     | Indépendant                      | 48 468    | 0,84 %      |  |  |
|                          | António Pires Veloso      | Indépendant                      | 45 132    | 0,78 %      |  |  |
|                          | António Aires Rodrigues   | Parti ouvrier d'unité socialiste | 12 745    | 0,22 %      |  |  |

### Analyse
Du fait de la présence d'un candidat de la majorité et d'un de l'opposition, la participation connaît une nette hausse par rapport au scrutin de 1976. Ensemble, ils récoltent d'ailleurs plus de 96,5 % des suffrages exprimés, confirmant la bipolarité entre un bloc de droite formé autour des sociaux-démocrates et un bloc de gauche constitué autour des socialistes.
Bien qu'il ne dispose pas cette fois-ci du soutien des forces de centre-droit et que Mário Soares est contesté son investiture par le PS, le président Eanes est réélu sans aucune difficulté. Il progresse ainsi de 300 000 suffrages comparé à l'élection précédente. Il est en tête principalement dans le sud du pays, considéré comme un bastion de la gauche portugaise. Ainsi, alors qu'ils ont donné par deux fois une nette victoire aux partis de l'AD, les électeurs portugais choisissent de reconduire un chef de l'État dont l'engagement à gauche ne fait plus aucun doute.
Face à lui, le général Soares Carneiro n'est en effet pas en mesure de l'emporter, mais il obtient un important résultat avec un score supérieur à 2 320 000 de voix en sa faveur, principalement réparties dans le nord et à l'intérieur du pays, là où la droite réalise ses meilleurs résultats. Le candidat des partis au pouvoir ne parvient pas à profiter de la domination politique dont dispose à l'époque la majorité parlementaire et perd même une partie de son électorat au profit du chef de l'État sortant, au nom de la stabilité politique et institutionnelle.
En rassemblant moins de 200 000 bulletins de vote sur leurs noms, les quatre autres candidats sont relayés très loin derrière, aucun ne franchissant la barre des 2 % des suffrages exprimés.